# Ilan Van Wilder
Ilan Van Wilder (født 14. maj 2000 i Jette) er en professionel cykelrytter fra Belgien, der er på kontrakt hos Soudal Quick-Step.

## Karriere
Ved EM i landevejscykling 2018 for juniorer vandt Ilan Van Wilder sølv på enkeltstarten, og blev nummer fire i linjeløbet.
Som førsteårs U23-rytter kørte han i 2019 for Lotto-Soudals udviklingshold. I det år kørte han sig til en samlet tredjeplads ved Tour de l'Avenir, og en samlet fjerdeplads og etapesejr ved Grand Prix Priessnitz spa, kaldet Fredsløbet.
Fra 2020-sæsonen begyndte Van Wilder at kører på World Touren, da han skrev en treårig kontrakt med Team Sunweb. Ved EM i landevejscykling 2020 vandt han bronze i enkeltstart for U23-ryttere.
Da Van Wilder blev udtaget til Vuelta a España 2020, var det første gang han skulle deltage i en Grand Tour. Han var løbets yngste rytter, og udgik fra 1. etape.